# Medicane Numa
Das Mittelmeertief Numa, in Italien auch Attila, in Griechenland Zenon, war ein Unwetter, das Mitte November 2017 zu schweren Überschwemmungen besonders in Griechenland führte, und etliche Menschenleben forderte. Mit seiner ausgeprägten Wirbelsturm-Charakteristik wurde er als Medicane klassiert.

## Meteorologie
Ende Oktober, nach dem Irland-Hurrikan Ophelia, kam es zu kräftigeren Oszillationen und Verwirbelungen des Jetstreams, bedingt durch einen starken Polarwirbel über Kanada.
Diese verursachten kurz nach dem Sturmtief Herwart schon um den 5. des Monats einen Kaltlufttropfen, der über die Westalpen in den Mittelmeerraum zog (Tief Karl).
Die hohe Dynamik der Atmosphäre zeigt sich neben Unwettern über der Italienischen Halbinsel auch in einem Tornado bei San Vito (San Felice Circeo) and Borgo Hermada (Terracina) an der Küste nordwestlich von Rom.
Von einem weiteren Kaltlufttropfen, der um den 8. von den Britischen Inseln kam, verstärkt, führte dieses kleine Tief zu einem für Mitteleuropa späten, für den mediterranen Raum aber frühen Wintereinbruch.
Das Tief zog dann auf anormaler Zugbahn südwärts bis über die Libysche Wüste,
und von einem südverlagerten Westwindgürtel über Nordafrika getrieben wieder zurück Richtung Griechische Halbinsel. Diese Wetterlage führte zu einer ersten Starkniederschlagsphase im südlicheren Mittelmeerraum (schwerer Hagel in Acate auf Sizilien).
Zeitgleich zog auch ein mächtiges Atlantiktief, das sich ebenfalls um den 5. über Neufundland gebildet hatte, und vom übermäßig nordwärts verlagerten Azorenhoch beeinflusst wurde, über Nordskandinavien.in den Ostseeraum. Am 13. bildete sich daraus ein dritter Kaltlufttropfen, der über Polen abermals nach Italien vorstiess. Das Nordatlantiktief wurde in Deutschland Lemmy, in Italien Attila benannt, letzterer Name ging dort dann auf das Mittelmeertief über, das sonst aber unter dem deutschen Namen Numa bekannt wurde. In Griechenland gab man dem Unwetter den Namen Zenon.
Beteiligt an der Bildung waren auch Reste des tropischen Sturms Rina, der das Azorenhoch umkreist hatte (ex-Rina).
Dabei vereinigte sich das Tief über dem Meer südlich von Süditalien mit dem kalten Höhentief des Vorhergehenden (Karl) und wurde von einer weiteren Jetstream-Oszillation angetrieben, blieb aber über dem Ionischen Meer mehrere Tage weitgehend ortsstabil.
Dadurch bildete sich die Charakteristik eines Medicane (einem subtropischen Wirbelsturm des Mittelmeerraums) aus.
An seiner Vorderseite kam es zu intensiven Niederschlägen von Sardinien über Nordalgerien und Nordtunesien, Malta, Griechenland und den Südwestbalkan bis zur italienischen Adria- und Südküste.
18. November traf der Tiefkern die Ionischen Inseln, zerfiel dann aber schnell und zog gegen Osten ab. Er führte noch bis 20. zu Unwettern in Ostgriechenland und der kleinasischen Ägäisküste.
Der griechische Wetterdienst maß eine Spitzenbö von 108 km/h (in Kipouria), was eigentlich das Grenzkriterium eines mediterranen Hurrikan von 112 oder 118 km/h nicht erreicht; trotzdem wurde das Tief mit seinem einige Stunden gut ausgebildeten Auge von etlichen Wetterdiensten als Medicane geführt.
Die starken Oszillationen der Luftmassen hielten an, während Numa mit Scirocco Temperaturen von über 20 °C am Südbalkan und in Süditalien brachte, stürzten danach die Temperaturen bis Nordgriechenland auf unter den Gefrierpunkt.

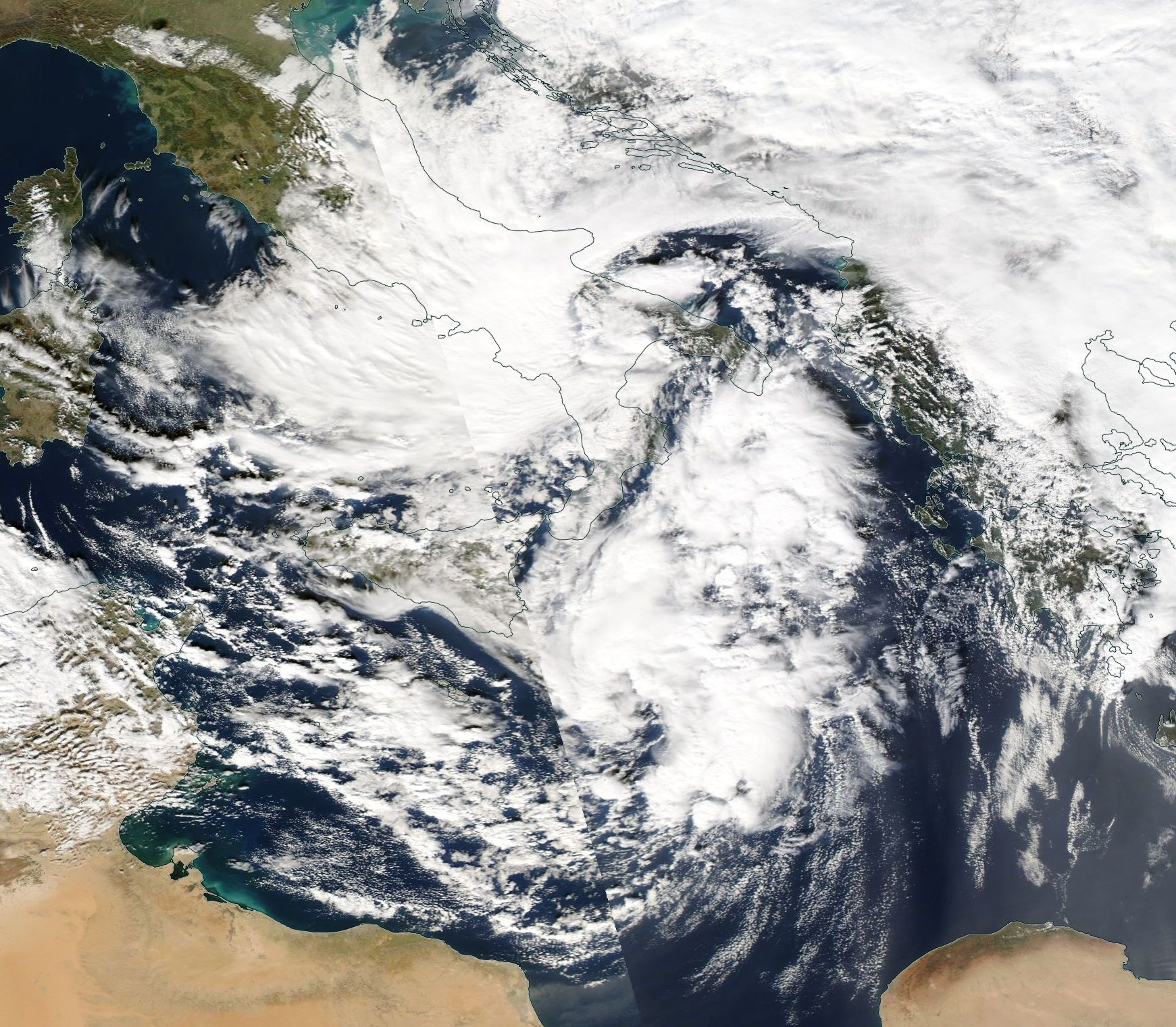
Beginn der Wirbelbildung, 16. Nov. (NASA, MODIS Aqua)
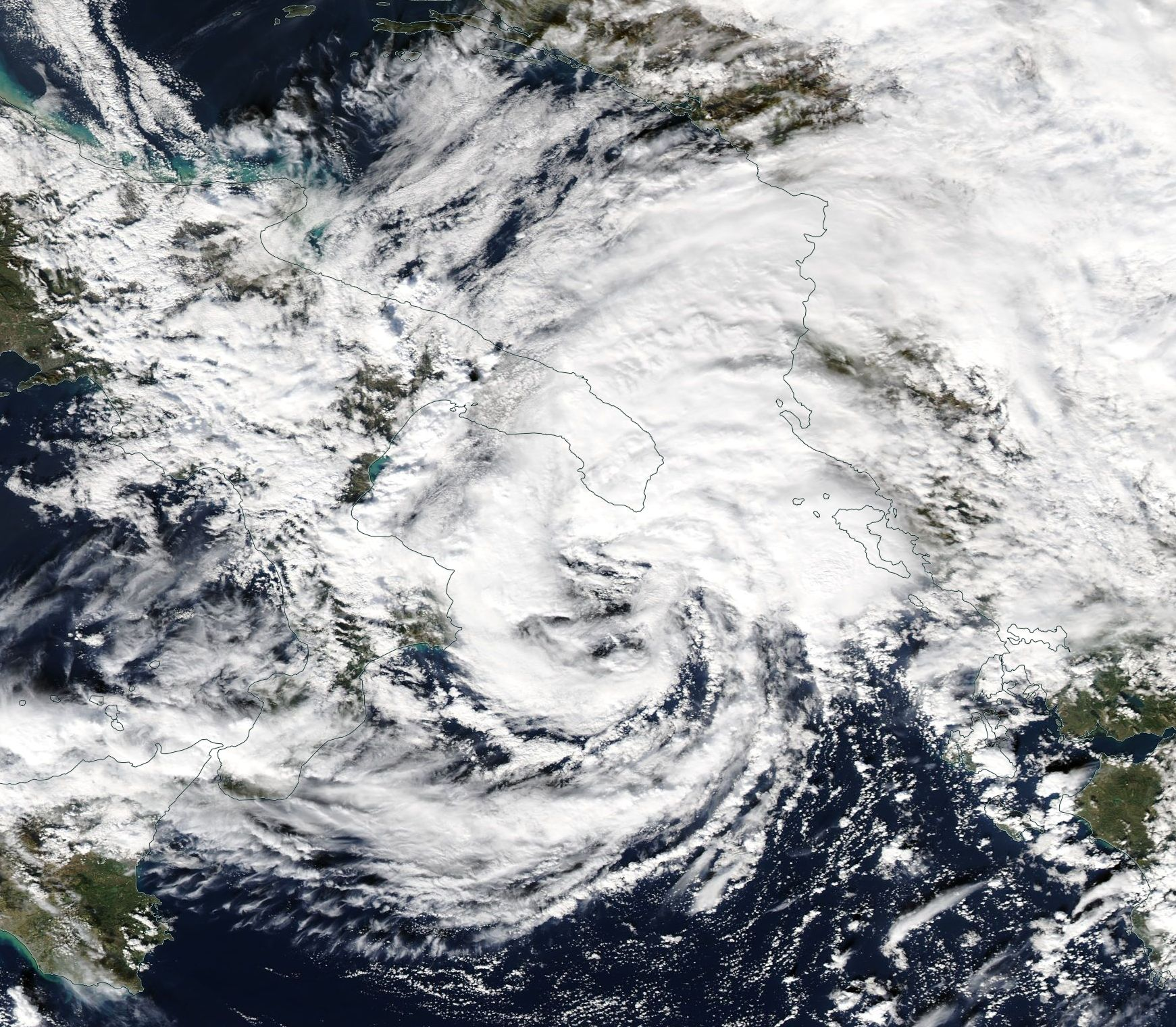
Beginn der Augenbildung, 17. Nov. (NASA, MODIS Aqua)
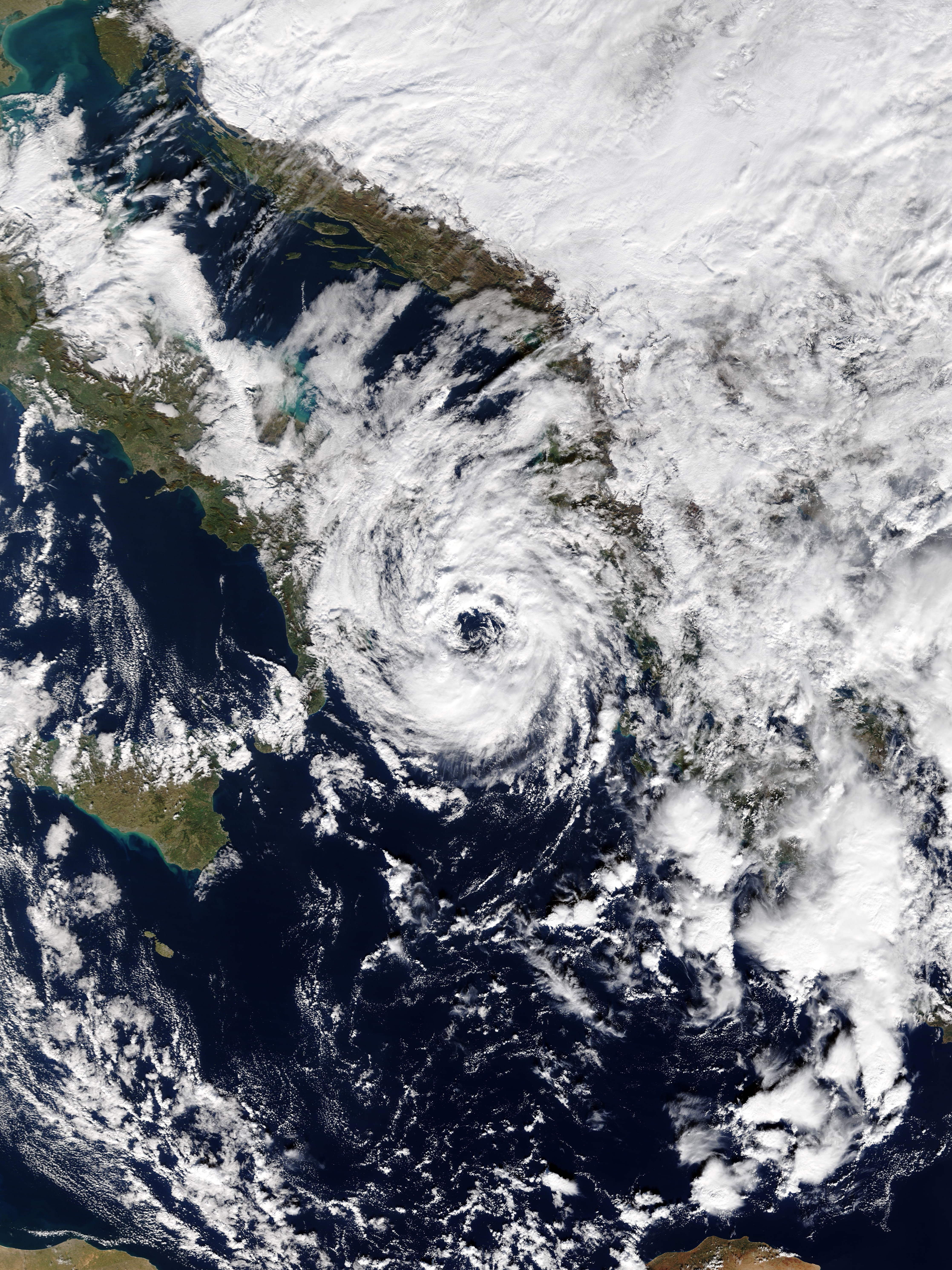
Abstoß des Fronten, 18. Nov. (NASA, MODIS Aqua)

## Folgen
Das Tief führte zu Starkniederschlägen in Algerien und Tunesien, Italien und auf Malta, und insbesondere in Griechenland.

### Griechenland

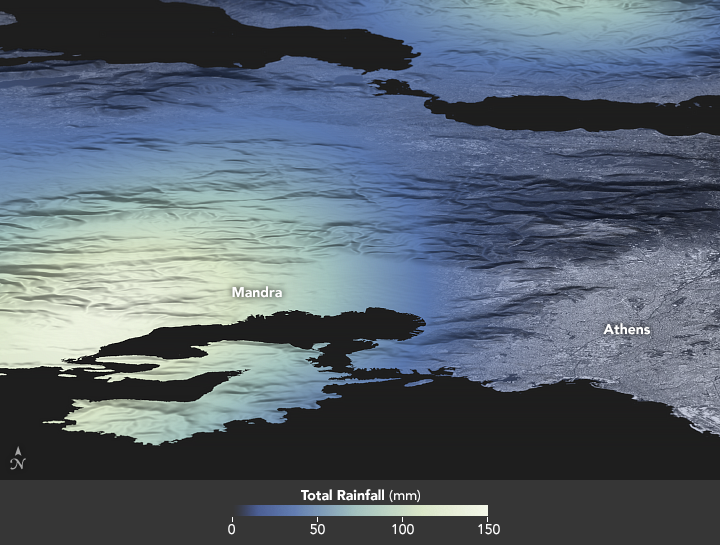
Regensumme 14.–16. Nov. im westlichen Attika (Gelbtöne >100 mm über 3D-Relief, NASA)

Zentrum der Niederschläge lag im Attika westlich von Athen, mit über 150 l/m² in 2 Tagen.
Sturzfluten gab es 15. November in Westattika in Elefsina, Megara, und am extremsten in den Ortschaften Nea Peramos, die zu einem Drittel zerstört wurde, und Mandra mit den meisten Todesopfern. Insgesamt wurden am 16. November in diesen Orten 15 Tote und mindestens 5 Vermisste gemeldet, davon alleine 12 Opfer in Mandra, wo Menschen in den Häusern überrascht und teils bis in die Bucht von Eleusina geschwemmt wurden. Am 24. November wurde berichtet, dass 21 Tote geborgen wurden.